# Ljubno
Ljubno est une commune du nord de la Slovénie située dans la région de la Carinthie slovène. La région tire une part importante de ses revenus du tourisme.

## Géographie
La commune est située au nord de la Slovénie non loin de l’Autriche dans la région de Carinthie slovène. Jusque 1995, le territoire de la commune appartenait à la commune voisine de Mozirje. La commune est traversée par la rivière Save. La montagne est localisée sur la partie orientale du massif des Alpes kamniques.

### Villages
Plusieurs villages composent la commune; Le plus important au centre de la commune est Ljubno ob Savinji. Les autres villages se nomment Juvanje, Meliše, Okonina, Planina, Primož pri Ljubnem, Radmirje, Savina et Ter.

## Histoire
La localité a été pour la première fois mentionnée en 1247.

## Sport
La commune possède un tremplin de saut à ski, le Logarska dolina (HS 95) qui accueille chaque hiver une étape de la coupe du monde féminine de saut à ski

## Démographie
Entre 1999 et 2021, la population de la commune de Ljubno ob Savinji est restée inférieure à 3 000 habitants,.
Évolution démographique
| 1999  | 2000  | 2001  | 2002  | 2003  | 2004  | 2005  | 2006  | 2007  |
| ----- | ----- | ----- | ----- | ----- | ----- | ----- | ----- | ----- |
| 2 720 | 2 740 | 2 741 | 2 728 | 2 711 | 2 689 | 2 686 | 2 707 | 2 707 |
| 2008  | 2009  | 2010  | 2011  | 2012  | 2013  | 2014  | 2015  | 2016  |
| 2 685 | 2 624 | 2 675 | 2 675 | 2 666 | 2 645 | 2 621 | 2 601 | 2 604 |
| 2017  | 2018  | 2019  | 2020  | 2021  |       |       |       |       |
| 2 572 | 2 545 | 2 541 | 2 550 | 2 576 |       |       |       |       |